# Фонд захисних споруд цивільного захисту міста Києва
Фонд захисних споруд цивільного захисту міста Києва — сукупність усіх наявних сховищ цивільного захисту, підземних споруд метрополітену, підвальних приміщень (житлових будинків, промислових підприємств усіх форм власності, навчальних закладів усіх рівнів, культурно-музейних та концертно-виставкових установ, державних цивільних та військових органів, медичних та торговельних установ, закладів харчування та спортивно-розважального спрямування), підземних паркінгів та інших споруд підземного простору, які можуть бути використані для укриття населення столиці України під час різноманітних надзвичайних ситуацій та воєнного стану.

## Статус
Фонд знаходиться в підпорядкуванні Київської міської державної адміністрації і створений у відповідності з вимогами Кодексу Цивільного захисту України.
Організації та власники зазначених споруд, у разі необхідності, законодавчо зобов'язані забезпечити вільний доступ населення до наявного укриття. Наразі у Києві нараховується близько 4,5 тисячі даних приміщень, які загалом розраховані на 2,6 млн осіб.

## Законодавчі вимоги
Відповідно до Кодексу цивільного захисту України, у сховищах укриттю підлягають: а) працівники найбільшої працюючої зміни суб'єктів господарювання, віднесених до відповідних категорій цивільного захисту та розташованих у зонах можливих значних руйнувань населених пунктів, які продовжують свою діяльність в особливий період;
б) персонал атомних електростанцій, інших ядерних установок і працівники суб'єктів господарювання, які забезпечують функціонування таких станцій (установок);
в) працівники найбільшої працюючої зміни суб'єктів господарювання, віднесених до категорії особливої важливості цивільного захисту та розташованих за межами зон можливих значних руйнувань населених пунктів, а також працівники чергового персоналу суб'єктів господарювання, які забезпечують життєдіяльність міст, віднесених до відповідних груп цивільного захисту;
г) хворі, медичний та обслуговчий персонал закладів охорони здоров'я, які не підлягають евакуації або не можуть бути евакуйовані у безпечне місце.

## Історія

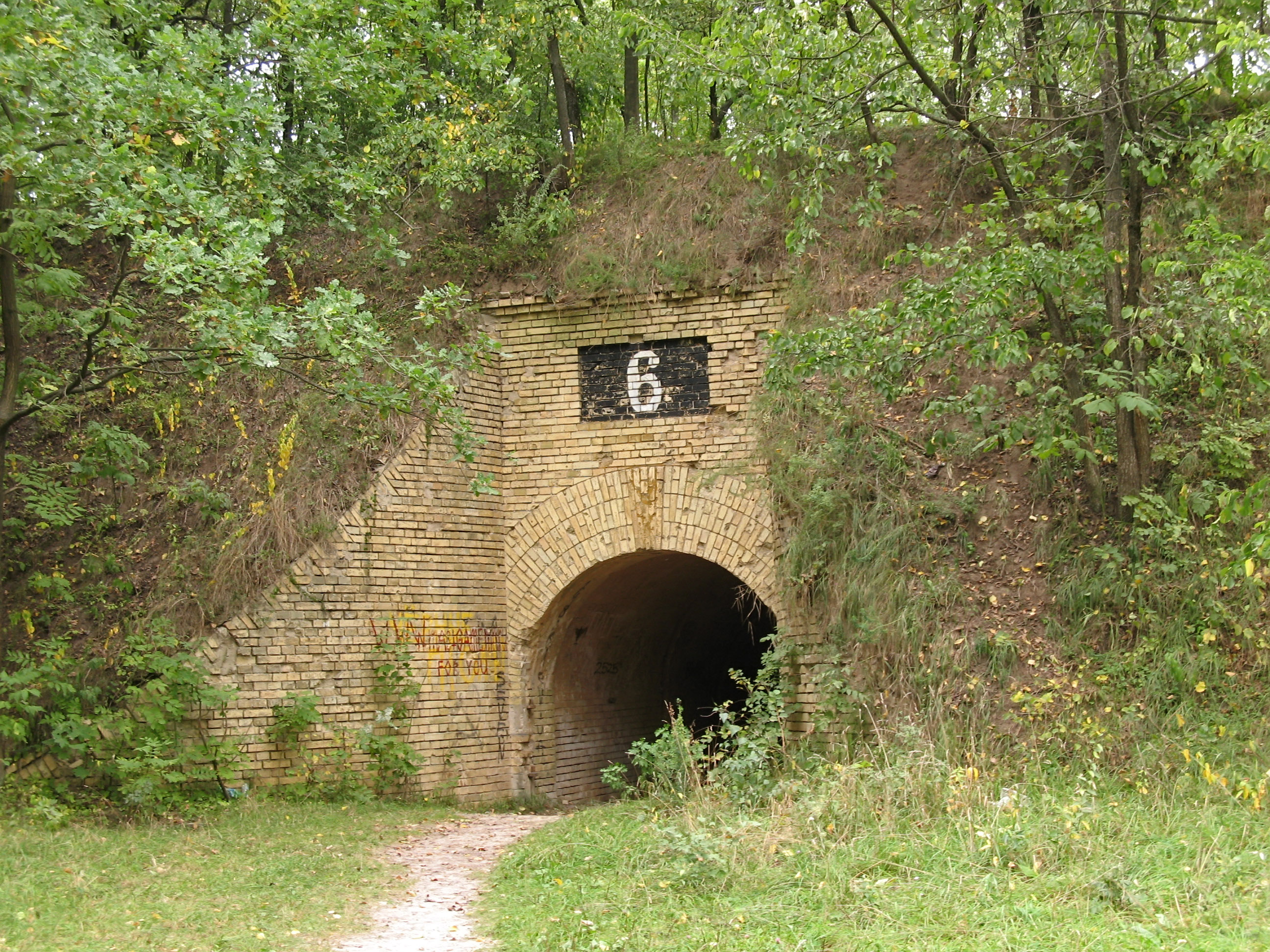

Найбільшими сховище-укриттєвими спорудами в історії Києва вважаються могутні фортифікаційні споруди на Лисій горі, збудовані у XVIII–XIX століттях, які активно використовувалися під час першої та другої світових війн. Залишки споруд залишилися до нашого часу і представляють значний екскурсійно-історичний інтерес для киян та гостей міста.

## Вимоги до споруд цивільного захисту

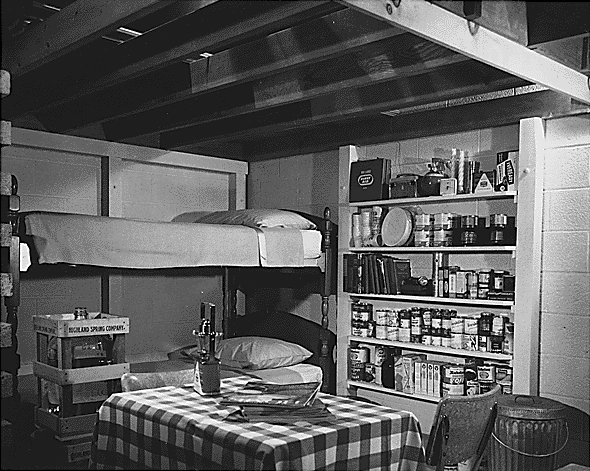
Ідеальне сховище, США, 1957 рік

Для захисту людей від різноманітних факторів небезпеки, що виникають внаслідок надзвичайних ситуацій у мирний час, та дії засобів ураження в особливий період також використовуються споруди подвійного призначення та найпростіші укриття.
Споруда подвійного призначення — це наземна або підземна споруда, що може бути використана за основним функціональним призначенням і для захисту населення.
Найпростіше укриття — це фортифікаційна споруда, цокольне або підвальне приміщення, що знижує комбіноване ураження людей від небезпечних наслідків надзвичайних ситуацій, а також від дії засобів ураження в особливий період.

## Засоби оповіщення про надзвичайні ситуації

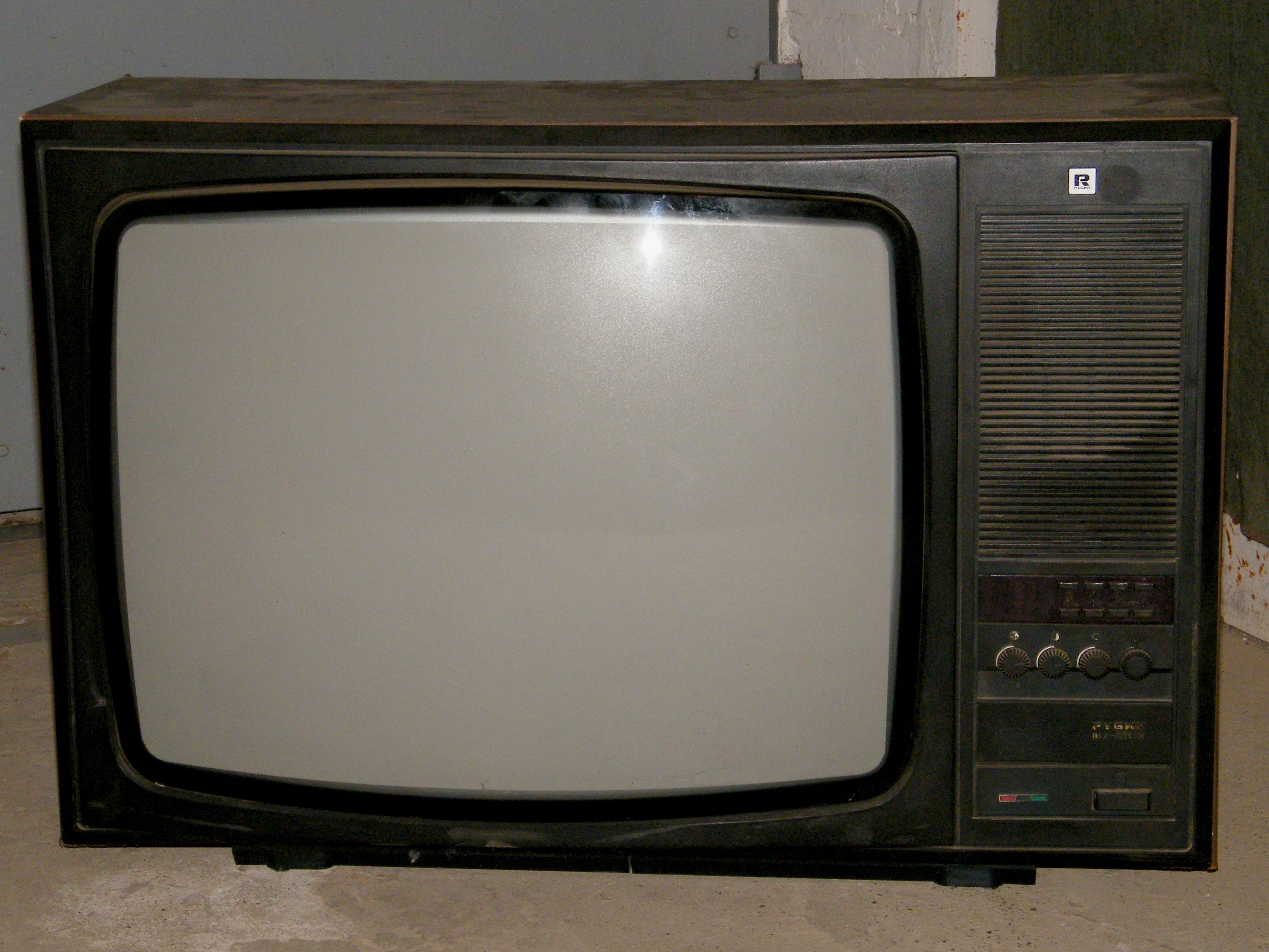

Головний спосіб оповіщення населення про дії при виникненні надзвичайних ситуацій — це передача повідомлення мережею провідного мовлення (через квартирні і зовнішні гучномовці), а також через місцеві радіомовні станції і телебачення, пересувні автомобілі, оснащені гучномовцями. Для привернення уваги населення в екстремальних випадках перед передачею інформації включаються сирени та інші сигнальні засоби.
-Сирени і повторювані гудки інших сигнальних засобів презентують сигнал цивільної оборони «Увага всім!».
Почувши такі сигнали, слід негайно увімкнути гучномовець, радіоприймач або телевізор і прослухати повідомлення управління з питань надзвичайних ситуацій.
Повідомлення включає: інформацію про надзвичайну ситуацію, місце і час виникнення надзвичайної ситуації; територія (райони, масиви, вулиці, будинки і т. д.), яка потрапляє в осередки (зони) ураження; порядок дій при надзвичайних ситуаціях; інша інформація.
Зміст офіційних повідомлень залежить від екстремальних умов, розмірів, тривалості та масштабності можливих наслідків надзвичайних ситуацій, ступеню небезпеки факторів ураження для населення міста та стану рятувальних і невідкладних аварійних відновлювальних робіт.
Кожний громадянин, який знаходиться в місці виникнення загрози надзвичайної ситуації, повинен виконувати всі розпорядження керівника цивільного захисту суб'єкта господарської діяльності, діяти у відповідності з планом цивільного захисту, а також брати участь у проведенні аварійно-рятувальних робіт у складі формувань або за вказівками органів управління цивільного захисту.

## Дії громадян під час надзвичайних ситуацій
Якщо громадянин знаходиться вдома при виникненні надзвичайних ситуацій, йому рекомендовано:
-тримати вдома постійно включеними репродуктори, радіоприймачі, телевізори для того, щоб слухати розпорядження і вказівки органів виконавчої влади, управлінь з питань надзвичайних ситуацій;
-повідомити про отриману інформацію сусідів;
-привести в готовність індивідуальні засоби захисту органів дихання і шкіри, при їх відсутності приготувати найпростіші засоби (повсякденний одяг, взуття, ватно-марлеві пов'язки, плівку тощо);
-постійно тримати при собі засоби індивідуального захисту, підготувати медичну аптечку, документи, засоби зв'язку, особистої гігієни, запас їжі та інше;
-провести у квартирі (помешканні) протипожежні профілактичні заходи (виключити газ, електропостачання та інше), підвищити захисні властивості квартири: зачинити вікна, кватирки, ущільнити їх;
-уточнити місце найближчого укриття (підвальне приміщення, метрополітен, паркінг) де можна укритися.
Якщо сигнал застав особу в транспорті, громадському місці (магазині, театрі, на ринку тощо) необхідно уважно і спокійно вислухати повідомлення, визначитись, де поблизу знаходиться станція метрополітену, укриття і як найшвидше добратися і укритися в них, якщо є час — то якнайшвидше прибути додому і діяти у відповідності з отриманими вказівками.

## Бомбосховища Києва

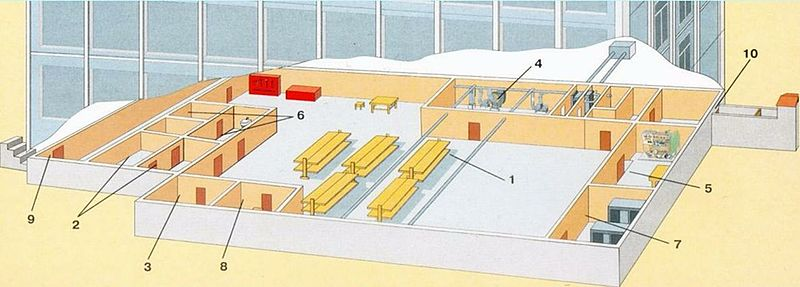
План середнього сховища: 1 — приміщення для укриття людей; 2 — пункт управління; 3 — медичний пункт (може не влаштовуватися); 4 — фільтровентиляційна камера; 5 — приміщення дизельної електростанції; 6 — санітарний вузол; 7 — приміщення для ПММ і електрощитова; 8 — приміщення для продовольства (може не влаштовуватися); 9 — вхід з тамбуром; 10 — аварійний вихід з тамбуром.

Згідно даних КМДА, більшість бомбосховищ міста Києва пристосовані до захисту визначеної кількості населення столиці України, в разі реальної військової загрози. 
Вони підтримується в робочому стані і мають повну інвентаризацію - зазвичай це бомбосховища під важливими об'єктами зв'язку, військовими частинами, діючими промисловими підприємствами та під будівлями органів влади. 
Найважливішим і найбільшим об'єктом цивільного захисту столиці України вважається Київський метрополітен, хоча захищати від ядерної чи хімічної зброї він не здатен через відсутність можливості фільтрувати повітря ззовні.

### Діючі бомбосховища
- Захисні споруди цивільного захисту// Офіційний портал Києва

## Цивільний захист військовослужбовців
Під час надзвичайних та воєнних ситуацій, столичні державні органи влади зобов'язані забезпечити цивільний захист військовослужбовців Збройних сил України на території міста Києва, використовуючи для цього бомбосховища та об'єкти укриття цивільних та військових закладів.

## Медичне забезпечення бомбосховищ
У всіх бомбосховищах повинна бути наявна медична аптечка з найбільш необхідними лікарськими засобами.
У великих сховищах цивільного захисту населення повинні бути обладнані медичні пункти польового типу.
Під час надзвичайної ситуації, станції швидкої та невідкладної медичної допомоги зобов'язані діяти відповідно до вимог надзвичайного стану, визначених чинним Законодавством України.
Наразі на усіх станціях Київського метрополітену завжди наявні медичні аптечки.